# Marcel Legrain
Pour les articles homonymes, voir Legrain.

a Compétitions nationales et continentales officielles uniquement.

b Matchs officiels uniquement.
Marcel Legrain est un joueur français de rugby à XV, né le 14 juin 1890 à Paris 16e, et décédé le 27 juin 1915 à Neuville-Saint-Vaast sur le front de la Première Guerre mondiale, de 1,80 m pour 80 kg, ayant occupé le poste de seconde ligne puis de troisième ligne centre (puis aile) en sélection nationale, et au Stade français.

## Statistiques en équipe nationale
- Douze sélections en équipe de France, de 1909 à 1914.
- Présent lors de quatre éditions du Tournoi des Cinq Nations, en 1910, 1911, 1913 et 1914.
- Il participe ainsi au premier Tournoi des Cinq Nations avec l'équipe de France en Tournoi 1910, à la première victoire française face à une équipe britannique dans le Tournoi le 2 janvier 1911 contre l’Écosse (aux côtés de son capitaine Marcel Communeau, également alors troisième ligne), ainsi qu’à la première rencontre face aux Springboks à Bordeaux le 11 janvier 1913 (la seconde n’ayant lieu que quelque… quarante ans plus tard, à Paris).